# Yotsugana

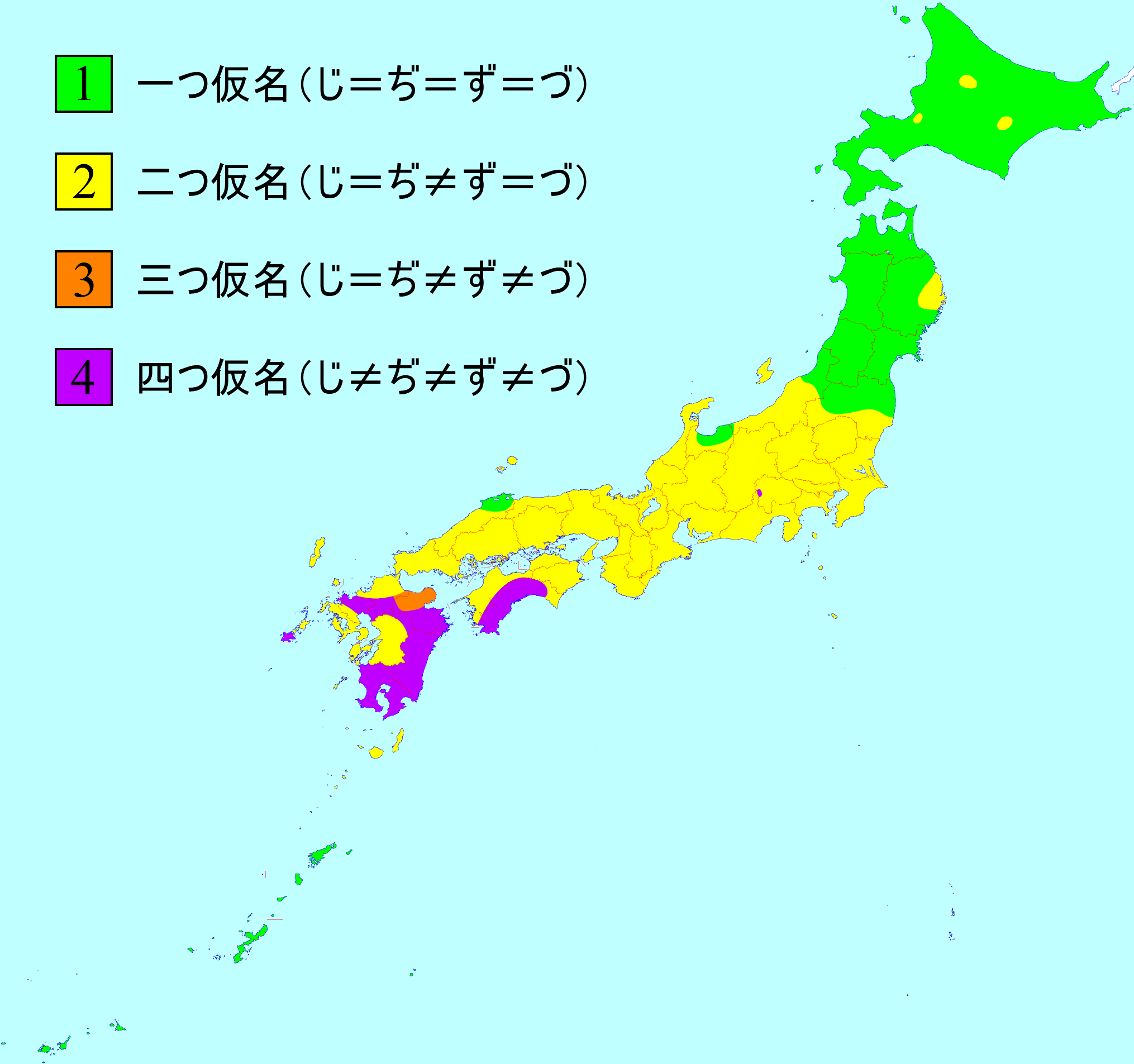
Các vùng khác nhau phân biệt các chiều hướng khác nhau của các âm. Sử dụng hệ thống Latinh hóa Nihon-shiki:
1 âm (zi = di = zu = du)
2 âm (zi = di ≠ zu = du)
3 âm (zi = di ≠ zu ≠ du)
4 âm (zi ≠ di ≠ zu ≠ du)

Yotsugana (四つ仮名 (Tứ giả danh) nghĩa là "bốn kana") là một chiều hướng của bốn kana riêng biệt, じ, ぢ, ず, づ (trong hệ thống Latinh hóa Nihon-shiki: zi, di, zu, du), được sử dụng trong hệ thống chữ viết tiếng Nhật. Chúng đại diện về mặt lịch sử bốn mora hữu thanh riêng biệt (các âm tiết) trong tiếng Nhật. Tuy nhiên, tiếng Nhật tiêu chuẩn và các phương ngữ của phần lớn người nói tiếng Nhật đã hợp nhất các mora đó xuống còn hai âm.

## Sử dụng âm hiện đại ở nhiều phương ngữ khác nhau
Hầu hết các phương ngữ cực bắc (phương ngữ Tōhoku và Hokkaidō) và các phương ngữ cực nam (đặc biệt là tiếng Nhật Okinawa) và các ngôn ngữ Lưu Cầu (các ngôn ngữ ngữ hệ Nhật Bản khác) cũng đã gần như hợp nhất bốn âm xuống thành một âm. Tuy nhiên, một số phương ngữ, chủ yếu xung quanh Shikoku và Kyushu ở phía tây nam, đã bảo tồn sự phân biệt giữa ba hoặc thậm chí cả bốn âm.
Trong phương ngữ Tokyo hiện tại, thứ mà ngôn ngữ chuẩn hiện đại dựa trên, cũng như trong phương ngữ Kansai được sử dụng rộng rãi, chỉ có hai âm được phân biệt, như được thể hiện trong hệ thống Latinh hóa Hepburn (ji, ji, zu, zu) và Kunrei (zi, zi, zu, zu).

## Cách sử dụng kana hiện đại
Sự khác biệt về phát âm giữa bốn kana vẫn được giữ lại vào giữa thế kỷ 20, rất lâu sau khi hợp nhất các âm khác nhau mà chúng đã thể hiện. Hai mora khác biệt vẫn còn trong hầu hết các phương ngữ đại lục, chẳng hạn như tiếng Tokyo.
Ngay sau khi Thế chiến thứ hai kết thúc, sự khác biệt giữa cách sử dụng kana và cách phát âm đã được sửa chữa như một phần của cuộc cải cách chính tả chung, Gendai Kanazukai, hay chính tả kana hiện đại. Theo các quy tắc mới, chỉ có hai kana じ zi và ず zu được sử dụng, nhưng có hai ngoại lệ đáng chú ý tồn tại:
1. Khi một từ thể hiện âm hữu thanh liên tiếp, hoặc rendaku, là kết quả của việc ghép, một hình vị thứ hai nếu không sẽ bắt đầu bằng kana つ tu hoặc ち ti riêng biệt (神 無 月  かんなづき, kannaduki mà 月 tách biệt được viết là つきtuki);
2. Khi kana つ tu hoặc ち ti được lặp lại và hữu thanh trong một từ (続 く つづく, tuduku).

Một ngoại lệ đã được cho phép đối với các vùng phát âm bốn kana như ba hoặc bốn âm riêng biệt. Sau bản cập nhật năm 1986 cho Gendai Kanazukai, ngoại lệ đã được thay thế
bằng tuyên bố rằng cách viết thống nhất sẽ được sử dụng một cách chủ yếu nhưng cách viết đúng từ nguyên vẫn được cho phép.

## Các biến thể vùng hiện đại
Bảng sau đây cho thấy một số cách nhận biết và sự hợp nhất khác nhau của các chữ Yotsugana trên khắp Nhật Bản:
| Các biến thể       | ぢ di        | じzi         | づ du          | ず zu          |
| ------------------ | ------------ | ------------ | -------------- | -------------- |
| Tokyo (tiêu chuẩn) | [d͡ʑi] ~ [ʑi] | [d͡ʑi] ~ [ʑi] | [d͡zɯᵝ] ~ [zɯᵝ] | [d͡zɯᵝ] ~ [zɯᵝ] |
| Bắc Tohoku, Izumo  | [d͡ʑi]        | [d͡ʑi]        | [d͡ʑi]          | [d͡ʑi]          |
| Nam Tohoku         | [d͡zɯᵝ]       | [d͡zɯᵝ]       | [d͡zɯᵝ]         | [d͡zɯᵝ]         |
| Kōchi (Hata, Tosa) | [di] ~ [dᶻi] | [ʑi]         | [dɯᵝ] ~ [dᶻɯᵝ] | [zɯᵝ]          |
| Kagoshima          | [d͡ʑi]        | [ʑi]         | [d͡zɯᵝ]         | [zɯᵝ]          |
| Okinawa            | [d͡ʑi]        | [d͡ʑi]        | [d͡ʑi]          | [d͡ʑi]          |